# Kurt Jooss
Kurt Jooss (Wasseralfingen, Alemanya, 12 de gener de 1901 - Heilbronn, Alemanya, 22 de maig de 1979) fou un ballarí expressionista i coreògraf alemany, creador i desenvolupador del concepte de la Dansa-Teatre (TanzTheater), fent servir tècniques de ballet clàssic i de dansa expressiva (Ausdruckstanz). Fou mestre d'Ann Hutchinson Guest, Erika Hanka, Pina Bausch, Jean Cébron i, director de companyies de dansa reconegudes mundialment.
Es considera un dels fundadors de la dansa moderna alemanya, justament amb Mary Wigman, Albrecht Knust i Rudolf von Laban, d'estil expressionista, o dansa expressiva. La va desenvolupar i va ser pioner en dansa-teatre, gènere que va popularitzar sobretot els seus alumnes Hans Züllig, Erns Uthoff i Pina Bausch.